# Игамбердиев, Боир Тургунбоевич
Боир Тургунбоевич Игамбердиев — советский и таджикистанский футболист, ныне тренер. С 2016 года главный тренер афганского футбольного клуба «Шахин Асмайе».
В качестве футболиста играл за различные клубы Таджикской ССР, которые выступали в низших лигах чемпионата СССР. В независимом Таджикистане играл за душанбинскую «Ситору». В качестве тренера возглавлял кургантепинский «Вахш», также являлся тренером и в других клубах Таджикистана. Работал в Федерации футбола Таджикистана. С 2014 года главный тренер афганского клуба «Шахин Асмайе», с которым в 2016 году стал чемпионом афганской Премьер-лиги, и получил путёвку в отборочный раунд Кубка АФК 2017.